# Imad ad-Din Zengi

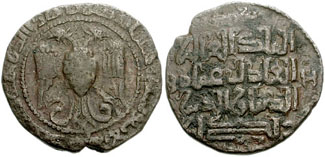

Imâd ad-Dîn Zengi († 1197), parfois nommé Zengi II pour être distingué de son grand-père, est un émir zengide de Sinjâr de 1171 à 1181, puis d’Alep de 1181 à 1183, et enfin de nouveau de Sindjar de 1183 à 1197. Il était le fils aîné de Qutb ad-Dîn Mawdûd, émir de Mossoul.

## Biographie
Son père meurt le 6 septembre 1170 en le déshéritant et en désignant comme successeur son second fils Saif ad-Dîn Ghâzî. Et Imad ad-Din se réfugie à Alep à la cour de Nur ad-Din. Ce dernier intervient rapidement contre Mossoul, s’empare de Sindjar et assiège Mossoul qui se rend le 22 janvier 1171. Contrairement aux espoirs de Imad ad-Din, il garde le contrôle de la ville pour son propre compte, y nomme un vizir, Gumushtekîn, et laisse le titre d’émir de Mossoul à Sayf ad-Din. Imad ad-Din reçoit Sindjar en compensation.
Sayf ad-Din meurt le 29 juin 1180, désignant son frère Izz ad-Din Mas'ud. Il a certes un fils, mais ce dernier n’a que douze ans et la situation politique exige à la tête de l’émirat un homme fort. En effet, Saladin, vizir d’Égypte, a rejeté la tutelle de Nur ad-Din puis a profité de la mort de ce dernier pour s’emparer de Damas et, comme il cherche à unifier les Musulmans d’Égypte et de Syrie sous son autorité, il représente une menace pour Mossoul et Alep. Le 4 décembre 1181, c’est son cousin As-Salih Ismail al-Malik, émir d’Alep, meurt sans avoir ni fils ni frère et désigne Izz ad-Din Mas'ud pour lui succéder, contre l’avis de ses conseillers qui proposaient Imad ad-Din. À la suite des revendications de son frère Izz ad-Din préfère échanger avec Imad ad-Din Sindjar contre Alep.
En novembre 1182, Saladin qui cherche à unifier la Syrie musulmane sous son autorité assiège Mossoul, mais les princes musulmans, inquiets des ambitions de Saladin, forment une coalition qui oblige de dernier à lever le siège. Il doit se contenter de la ville de Sindjar qu’il avait prise avant d’attaquer Mossoul. Il se tourne alors en mai 1183 contre Alep et assiège la ville. La ville passe pour être imprenable, ses habitants et défenseurs n’hésitent pas à effectuer des sorties contre l’armée de Saladin et Imad ad-Din peut faire appel à son frère Izz ad-Din Mas'ud ou aux Francs pour obliger Saladin à lever le siège, mais il préfère négocier et conclut le 12 juin 1183 l’échange d’Alep contre les villes de Sindjar, de Nisibe, d’El-Khabur, d’Er-Rakka et de Seruj. Imad ad-Din Zengi quitte la ville sous les huées des Alépins, qui s’étaient toujours montrés fidèles aux Zengides et qui étaient honteux de la démission de leur émir.
En juin 1190, il répond avec un de ses neveux de Mossoul à l'appel au jihad de Saladin contre les croisés qui assiègent Saint-Jean-d’Acre. En 1193, profitant de la mort de Saladin, son frère Izz ad-Din Mas'ud et lui tentent de secouer la tutelle ayyoubide, mais la mort d'Izz ad-Din Mas'ud peu après met fin à cette tentative.
Il meurt à Sindjar au mois de mouharram 594 après l’Hégire, soit en novembre ou en décembre 1197.

## Mariages et enfants
D’une épouse inconnue, il a eu un fils, Qutb ad-Dîn Mohammed († 1219), qui lui succède comme émir de Sindjar.

### Sources
- René Grousset, Histoire des croisades et du royaume franc de Jérusalem - II. 1131-1187 L'équilibre, Paris, Perrin, 1935 (réimpr. 2006), 1013 p.
- René Grousset, Histoire des croisades et du royaume franc de Jérusalem - III. 1188-1291 L'anarchie franque, Paris, Perrin, 1936 (réimpr. 2006), 902 p.